# Regans Ford
Regans Ford is een plaats in de regio Wheatbelt in West-Australië.

## Geschiedenis
Ten tijde van de Europese kolonisatie leefden de Juat Nyungah in de streek.
In de jaren 1860 hoedde opzichter Edward Regan een kudde schapen voor James Clinchs aan de rivier de Moore. Hij verwierf in de jaren 1870 land ten zuiden van de rivier. In 1876 legde Regan in opdracht van Walter Padbury een voorde (Engels: ford) in de rivier aan. De voorde werd naar hem vernoemd: Regans Ford.
Sinds 1880 verschijnt Regans Ford op landkaarten. Dat jaar werd er een stuk grond voorzien als waterbevoorradingsplaats voor reizigers en vee. Begin jaren 1950 legde de 'Regans Ford Progress Association' er tennisvelden aan. De velden waren populair tot eind jaren 1960. Het stuk grond werd in 1968 als dorpslocatie voorgedragen; nadat beslist was een weg van Gingin naar Eneabba aan te leggen met aan Regans Ford een oversteekplaats over de rivier de Moore. De weg werd later verder naar Dongara doorgetrokken en de Brand Highway genoemd.

## Beschrijving
Regans Ford maakt deel uit van het lokale bestuursgebied (LGA) Shire of Dandaragan, een landbouwdistrict. Het is een verzamel- en ophaalpunt voor de oogst van de in de streek bij de Co-operative Bulk Handling Group aangesloten graanproducenten.
In 2021 telde Regans Ford 25 inwoners.

## Toerisme
De toeristische autoroute The Dandaragan Way vangt in Regans Ford aan. De route doet onder meer Dandaragan en Badgingarra aan. In Regans Ford is een caravanpark gelegen.

## Transport
Regans Ford ligt langs de Brand Highway, 110 kilometer ten noorden van de West-Australische hoofdstad Perth, 50 kilometer ten oosten van het toeristische kustplaatsje Lancelin en 133 kilometer ten zuidzuidoosten van Jurien Bay, de hoofdplaats van het lokale bestuursgebied waarvan het deel uitmaakt.

## Klimaat
Regans Ford kent een warm mediterraan klimaat, Csa volgens de klimaatclassificatie van Köppen. De gemiddelde jaarlijkse temperatuur ligt rond 18,4 °C. De gemiddelde jaarlijkse neerslag bedraagt ongeveer 576 mm.